# 2020 BE102
2020 BE102とは、直径が約 350キロメートル (220 mi) の散乱円盤天体に属する太陽系外縁天体である。2020年1月24日に、ハワイのマウナケア天文台に位置している8.2メートルのすばる望遠鏡を使用して、アメリカの天文学者スコット・S・シェパード、David J. Tholen、チャドウィック・トルヒージョによって発見され、2021年5月31日に発表された。発見されたとき、2020 BE102は太陽から111.2天文単位離れた位置に存在しており、2022年5月の時点で、2018 VG18（124天文単位）と2018 AG37（~132天文単位）に続いて、太陽から3番目に遠い位置に存在する既知の太陽系天体となった。